# نادي خيمكي
نادي خيمكي لكرة القدم (الروسية: Футбольный клуб „Химки“) هو نادي كرة قدم محترف روسي مقره في خيمكي، يلعب النادي في الدوري الروسي الممتاز.

## التشكيلة الحالية
اعتبارًا من 6 يوليو 2021، وفقًا لموقع
الاتحاد الروسي لكرة القدم.
ملاحظة: تشير الأعلام إلى المنتخب بحسب قواعد الأهلية المعتمدة من قبل الفيفا؛ تنطبق بعض الاستثناءات المحدودة. وقد يحمل اللاعبون أكثر من جنسية لا تعترف بها الفيفا.
| الرقم | البلد   | المركز | اللاعب            |
| ----- | ------- | ------ | ----------------- |
| 1     | روسيا   | حارس   | إيجور جنرالوف     |
| 3     | السويد  | مدافع  | فيليب داجيرستول   |
| 4     | نيجيريا | مدافع  | برايان إيدو       |
| 5     | روسيا   | وسط    | ألكسندر تروشيشكين |
| 6     | روسيا   | مدافع  | ديمتري تيخي       |
| 7     | روسيا   | مهاجم  | إيليا سادقوف      |
| 8     | روسيا   | وسط    | دينيس غلوشاكوف    |
| 10    | روسيا   | مهاجم  | كامران علييف      |
| 11    | روسيا   | مدافع  | إلمير نابيولين    |
| 14    | السويد  | وسط    | بيزارد سابوفيتش   |
| 15    | روسيا   | مدافع  | إيجور دانيلكين    |
| 17    | أرمينيا | مهاجم  | أرشاك كوريان      |

| الرقم | البلد      | المركز | اللاعب                                 |
| ----- | ---------- | ------ | -------------------------------------- |
| 18    | روسيا      | وسط    | أرتيوم سوكولوف                         |
| 19    | ساحل العاج | مهاجم  | سينين سباي                             |
| 21    | روسيا      | وسط    | إيليا كاميشيف                          |
| 22    | روسيا      | حارس   | إليا لانتراتوف                         |
| 25    | روسيا      | مدافع  | أولكسندر فيلين                         |
| 33    | سلوفينيا   | مدافع  | دوشان ستوينوفيتش (مُعار من نادي تساليه) |
| 35    | روسيا      | حارس   | فيتالي سيشيوف                          |
| 42    | روسيا      | مدافع  | ميخائيل تيخونوف                        |
| 44    | روسيا      | مهاجم  | إيليا كوخارتشوك                        |
| 63    | روسيا      | وسط    | دانيل كازانتسيف                        |
|       | روسيا      | وسط    | نيكيتا بالاخونتسيف                     |

### اللاعبون المعارون
ملاحظة: تشير الأعلام إلى المنتخب بحسب قواعد الأهلية المعتمدة من قبل الفيفا؛ تنطبق بعض الاستثناءات المحدودة. وقد يحمل اللاعبون أكثر من جنسية لا تعترف بها الفيفا.
| الرقم | البلد | المركز | اللاعب                                         |
| ----- | ----- | ------ | ---------------------------------------------- |
|       | روسيا | مدافع  | كيريل بولشاكوف (مُعار لنادي أوليمب-دولجوبرودني) |

## سجلات النادي
اعتبارًا من 3 أغسطس 2010

### أكثر اللاعبين ظهورًا في الدوري
1. ميودراغ يوفانوفيتش: 224
2. رومان بيريزوفسكي: 175
3. نيكولاي باركالوف: 164
4. نيكولاي باركالوف: 145
5. ألكسندر شولينين: 140
6. أندري تيخونوف: 124
7. ألكسندر ماكاروف: 119
8. ألكسندر شيتسوف: 116
9. إيغور نكراسوف: 115
10. سيرجي شيجلوف: 112

### أكثر اللاعبين تسجيلًا للأهداف في الدوري
1. سيرجي كرافتشوك: 46
2. أندري تيخونوف: 43
3. يوري جورجييفسكي: 30
4. كونستانتين جينيتش: 29
5. نيكولاي كوفاردايف: 27
6. فاديم شاتالين: 23
7. ألكسندر أنتبيكو: 20
8. دينيس كيزيليوف: 18
9. أنطون أركيبوف: 16

## المدراء
- فلاديمير شتابوف (1996–97)
- إيغور بيتشكوف (1997، مؤقت)
- رافيل سابيتوف (1997–99)
- ألكسندر بيسكاريف (2000)
- فيكتور باباييف (2000)
- أليكسي بتروشين (2001)
- رافيل سابيتوف (2001–02)
- سيرجي ديركاش (2002–03)
- ديميتري غاليامين (2003)
- فاسيلي كولكوف (2004)
- فلاديمير شيفتشوك (2004)
- بافلو ياكوفينكو (2004–05)
- فلاديمير كازاشينوك (2006–07)
- سلافوليوب موسلين (2007–08)
- سيرغي يوران (2008)
- قسطنطين سرسانيا (2009)
- إيغور تشوغاينوف (2009)
- ألكسندر ترخانوف (2009–10)
- أوليغ دولماتوف (2011–12)
- ألكسندر ترخانوف (2012)
- فاليري بيتراكوف (2012–13)
- ألكسندر ترخانوف (2013)
- فلاديمير موخانوف (2013–14)
- فلاديمير مامينوف (2014–15)
- فاديم خافيزوف (2015–16)
- ألكسندر إيرخين (2016–18)
- إيغور شاليموف (2018–19)
- أندريه تلالاييف (20–2019)
- سيرغي يوران (2020)
- دميتري غونكو (2020)
- إيغور شيرفيشينكو (2020–الآن)

## الألقاب
- الدوري الوطني الروسي لكرة القدم (1)

2006
- الدوري الروسي للمحترفين (2)

2000 (المنطقة الوسطى)، 2015–16 (المنطقة الغربية)

## روابط خارجية
- الموقع الرسمي (بالروسية)
- تاريخ النادي على KLISF
- نادي المعجبين الرسمي (بالروسية)